# Umberto Marroni
Umberto Marroni (Rome, 17 mai 1966) est un homme politique italien et député du groupe Parti démocrate à la Chambre des députés.

## Biographie
Il est député de la circonscription Lazio 1 durant la XVIIe législature de la République italienne pour le Parti démocrate.